# Sela pri Dobu
Sela pri Dobu so naselje v Občini Ivančna Gorica.